# 미키의 크리스마스 선물
《미키의 크리스마스 선물》(영어: Mickey's Twice Upon a Christmas)은 2004년 월트 디즈니 컴패니에서 제작한 3D 애니메이션 영화다. 미키의 크리스마스(Mickey's Once Upon a Christmas)의 후속작이기도 하다.

## 줄거리
크리스마스를 맞아 미키와 친구들은 서로 자신만의 방식대로 크리스마스를 즐기려 하지만 생각대로 잘 되지 않는다. 평소 미니와 데이지는 친한 친구지만 피겨 스케이팅 대회에서 1등을 놓고, 점점 싸우기 시작하고, 휴이, 듀이, 루이는 평소 착한 일을 하지 않아 크리스마스 선물을 받지 못할까 봐 걱정하다가 산타가 있는 곳으로 간다. 맥스는 여자 친구 앞에서 잘 보이고 싶지만 아빠가 어리버리한 구피여서 고민하고, 미키도 미니에게 잘 보이려고 크리스마스 장식을 하지만 플루토가 실수로 그것을 망쳐놓아 플루토는 미키를 떠난다. 미키와 친구들이 각자가 가지고 있는 갈등을 크리스마스를 계기로 풀어가며 서로를 이해하는 이야기다.

## 목소리 출연

### 원본판
- 웨인 얼윈 - 미키 마우스
- 루시 테일러 - 미니 마우스
- 토니 안셀모 - 도널드 덕
- 트레스 맥네일 - 데이지 덕, 휴이, 듀이, 루이
- 빌 파머 - 구피, 플루토
- 제이슨 말스덴 - 맥스
- 짐 커밍스 - 사슴대장, 엑스트라
- 제프 베넷 - 도너
- 클레이브 리빌 - 나레이션
- 코리 버튼 - 엘프#4

### 한국어 더빙
- 강수진 - 미키 마우스
- 은영선 - 미니 마우스, 맥스의 여자 친구
- 김환진 - 도널드 덕
- 최수민 - 데이지 덕
- 박상일 - 구피 / 엘프
- 안용욱 - 맥스
- 차명화 - 휴이
- 배정미 - 듀이
- 이진화 - 루이
- 장승길 - 내레이션, 산타, 스크루지 맥덕, 피규어 스케이팅 해설자, 엑스트라
- 강구한 - 사슴 대장
- 이인성 - 도너, 엘프 1

## 같이 보기
- 크리스마스 영화 목록